# Từ Kế Tường
Từ Kế Tường là một nhà văn tại miền Nam Việt Nam và hiện là nhà báo.
Từ Kế Tường tên thật là Võ Tấn Tước, sinh ngày 2 tháng 3 năm 1946; quê quán tại xã Phú Vang, Bình Đại, Bến Tre. Ông là Hội viên Hội nhà văn Việt Nam.
Từ Kế Tường sống ở Sài Gòn trước 1975. Từ 1969 đã bắt đầu viết văn, làm báo. Ông là Thư ký tòa soạn tuần báo Tuổi Ngọc, một trong những tờ báo văn nghệ ăn khách nhất thời đó dành cho lứa tuổi mới lớn. Rồi làm chủ bút tuần báo Mây Hồng - một dạng như báo Tuổi Ngọc.Tính đến 1975, ông đã xuất bản nhiều sách gồm: Thơ, tập truyện ngắn, tiểu thuyết, trong đó có các sách viết cho thiếu niên và nhi đồng. 
Tháng 5 năm 1975, gia nhập Hội Văn nghệ Giải phóng Sài Gòn-Gia Định. Từ 1979 đến 1986: làm việc trong ngành Văn hóa thông tin. Từ 1986 đến 2003: Thư ký tòa soạn báo Công an TP Hồ Chí Minh. Hơn nữa, ông còn là một nhà báo đeo quân hàm cấp tá của ngành công an. Sau đó làm việc tại tuần báo Văn nghệ TP. Hồ Chí Minh. Khoảng năm 2014, ông chuyển qua làm cho một số tờ báo điện tử
Từ Kế Tường viết tác phẩm "Đường phượng bay" trước 1975; sau 1975 lại viết thêm đoạn cuối rồi sửa thành "Bờ vai nghiêng nắng". Nhiều người cứ tưởng lầm đây là truyện của Nguyễn Nhật Ánh - có lẽ vì bút pháp hai nhà văn này có phần giống nhau; tuy vậy tác phẩm "Đường phượng bay" mang dáng dấp bút pháp riêng của Từ Kế Tường, bút pháp khá quen thuộc với thanh thiếu niên từ trước.
Nếu như nhiều độc giả truyện kiếm hiệp luôn băn khoăn giữa hai nhà văn Cổ Long và Kim Dung, ai xuất sắc hơn thì ở Sài Gòn, một thời gian dài, người ta cũng tranh cãi về những truyện dài của Từ Kế Tường và Nguyễn Nhật Ánh. Nói nôm na, họ là những "ông vua" không ngai trong dòng sách văn học dành cho tuổi thiếu nhi và tuổi mới lớn trên thị trường hiện nay.
Ông đã viết trên 200 đầu sách gồm nhiều thể loại, truyện ngắn, truyện dài, tiểu thuyết tâm lý xã hội, tiểu thuyết hình sự, thơ, kịch bản phim... Thế nhưng, ông bảo, sau tất cả, ông là một nhà báo, nhà văn mưu sinh bằng nghề báo. Những tác phẩm nổi tiếng khác:
- Áo vàng qua ngõ.
- Hoa lưu ly không về.
- Mùa áo vàng
- Một mình tôi bước đi

Bầu trời màu trứng sáo, 10 tập, NXB Kim Đồng. 10 tập
Từ Kế Tường là nhà tiểu thuyết, nhà thơ được thanh thiếu niên trước và sau 1975 yêu thích.